# 天保郡
天保郡，中国唐朝时设置的郡。
唐玄宗天宝元年（742年），改奉州置云山郡。天宝八载（749年）改云山郡置天保郡。治所在云山县（今四川省理县西北米亚罗镇十八拐村）。下辖云山县、定廉县（今四川省理县朴头乡）、归顺县（今四川省理县夹壁乡）。唐肃宗乾元元年（758年）改为保州。

## 天保郡太守
- 贺娄余润（750年—753年）